# 阿芒利斯
阿芒利斯（法語：Amanlis，法語發音：[amɑ̃lis]）是法国伊勒-维莱讷省的一个市镇，位于该省中部偏东南，属于雷恩区。

## 地理
阿芒利斯（48°0'23"N, 1°28'34"W）面积25.25 平方千米，位于法国布列塔尼大區伊勒-维莱讷省，该省份为法国西北部沿海省份，位于布列塔尼半岛东部，北濒大西洋，西接阿摩尔滨海省和莫尔比昂省，南至大西洋卢瓦尔省，西南端接曼恩-卢瓦尔省，东临马耶讷省，东北与芒什省接壤。
与阿芒利斯接壤的市镇（或旧市镇、城区）包括：科尔尼、讓澤、努瓦图、皮雷-尚塞、沙托日龙。
阿芒利斯的时区为UTC+01:00、UTC+02:00（夏令时）。

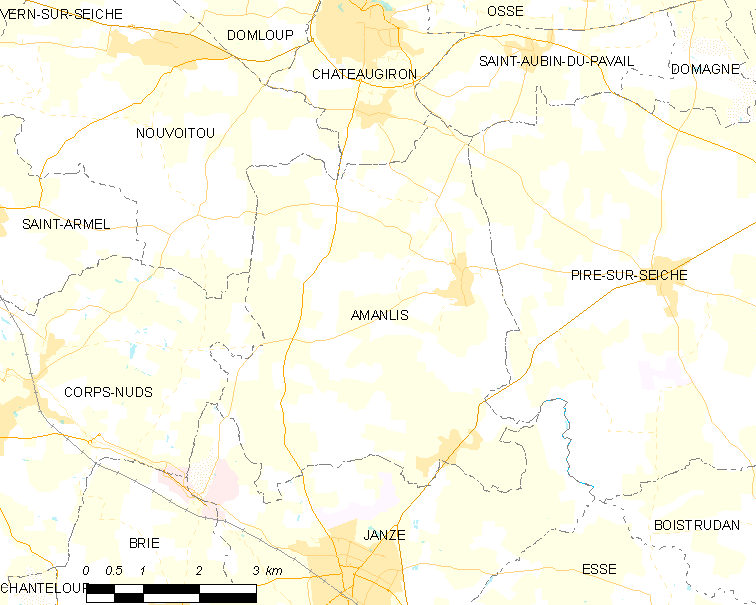
阿芒利斯的OSM定位图

## 行政
阿芒利斯的邮政编码为35150，INSEE市镇编码为35002。

## 政治
阿芒利斯所属的省级选区为让泽县。

## 人口

1962-2008年间阿芒利斯人口变化图示

阿芒利斯于2022年1月1日时的人口数量为1765人。